# Пшедмесьце-Щебжешинське
Пшедмесьце-Щебжешинське (пол. Przedmieście Szczebrzeszyńskie) — село в Польщі, у гміні Туробин Білґорайського повіту Люблінського воєводства.
Населення — 357 осіб (2011).
У 1975-1998 роках село належало до Замойського воєводства.

## Демографія
Демографічна структура станом на 31 березня 2011 року:
|          | Загалом | Допрацездатний вік | Працездатний вік | Постпрацездатний вік |
| -------- | ------- | ------------------ | ---------------- | -------------------- |
| Чоловіки | 170     | 32                 | 112              | 26                   |
| Жінки    | 187     | 21                 | 105              | 61                   |
| Разом    | 357     | 53                 | 217              | 87                   |